# Gymnasium Philippinum
El Gymnasium Philippinum es un emblemático Gymnasium de la ciudad de Marburgo, Alemania. Aunque existen todavía a día de hoy institutos milenarios de estas características, es considerado el Gymnasium más antiguo del estado de Hesse que aún opera en la actualidad.

## Historia
El instituto fue inaugurado en 1527 como parte de la Universidad de Marburgo, habiendo sido financiado por Felipe I de Hesse como escuela protestante con el objetivo de inculcar a los alumnos los conocimientos de latín y griego. El Gymnasium se separó de la Universidad de Marburgo solo en 1833, convirtiéndose en 1866 en una Escuela Real prusiana de estudios secundarios. En 1868 el instituto se trasladó a su emblemático edificio de estilo gótico en la Untergasse. No fue hasta 1904 que se adoptó el nombre actual en honor a su fundador con motivo del 400 aniversario de su nacimiento.
Con la introducción de la coeducación en 1953, el Gymnasium, anteriormente abierto exclusivamente a alumnos varones, empezó a admitir a sus primeras alumnas. En 1969 se trasladó por falta de espacio y la necesidad de adaptarse a los nuevos tiempos a un nuevo edificio céntrico de la ciudad.

## Actualidad
A partir de 2003 el Gymnasium Philippinum se ha unido a otras escuelas de la zona para crear una entidad conjunta que ofrece estudios de todos los niveles, incluidos programas de jornadas largas. Siendo un Gymnasium clásico, se sigue poniendo énfasis en la formación humanística, ofreciendo clases de latín y griego al lado de idiomas modernos que incluyen el inglés (principal) y el francés, e idiomas optativos como español y chino.
Otro de los puntos fuertes del instituto es la formación musical, con la totalidad del alumnado aprendiendo a tocar al menos un instrumento, y dirigiendo conciertos a nivel nacional y europeo.

## Alumni
Algunos de los graduados más conocidos del Gymnasium Philippinum a lo largo de los siglos son:
- Adam Lonitzer (1528–1586), botánico.
- Johannes Althusius (um 1563–1638), filósofo, teólogo calvinista y científico del derecho.
- Gregorius Stannarius (1610–1670), teólogo, filósofo y reformador protestante.
- Johann Friedrich Hombergk zu Vach (1673–1748), científico del derecho, rector y presidente de la Universidad de Marburgo.
- Johann Philipp Julius Rudolph (1729–1797), médico, científico y explorador.
- Philipp Jacob Piderit (1753–1817), médico de la corte del conde y futuro príncipe elector Guillermo I de Hesse-Kassel.
- Carl Justi (1832–1912), historiador de arte y filósofo.
- Ludwig Bickell (1838–1901), fotógrafo, experto en patrimonio, fundador del museo de la Universidad de Marburgo.
- Carl Bantzer (1857–1941), pintor.
- Karl Vorländer (1860–1928), investigador del pensamiento kantiano de la escuela de la Escuela de Marburgo (Neo-kantianismo).
- Otto Ubbelohde (1867–1922), pintor, grabador en aguafuerte e Ilustrador.
- Leopold Lucas (1872–1943), historiador judío y rabino.
- Ludwig Justi (1876–1957), investigador del arte, desde 1909 a 1933 director de la Galería Nacional en Berlín, desde 1949 a 1957 director general de los Museos Estatales de Berlín.
- Walter Bauer (1877–1960), teólogo, experto en el Nuevo Testamento y el cristianismo primitivo.
- Werner Bergengruen (1892–1964), escritor germano-báltico.
- Erwin Piscator (1893–1966), actor de teatro y director.
- Leo Strauss (1899–1973), filósofo y clasicista germano-estadounidense.
- Max Plaut, jurista, economista y administrador de la comunidad judía de Hesse.
- Carl Joachim Friedrich (1901–1984), científico político, profesor en Harvard y Heidelberg.
- Adolf Arndt (1904–1974), jurista, político (SPD), futuro Fiscal Genreal del Estado.
- Wolfgang de Boor (1917–2014), psiquiatra, investigador y profesor de Psiquiatría forense y Criminología.
- Dieter Henrich (1927), filósofo.
- Christoph Bantzer (1936), actor.
- Frank Michael (1943), compositor y flautista.
- Karl-Heinz Lather (1948), general de la Bundeswehr, Jefe del Cuartel General Supremo de las Potencias Aliadas en Europa.
- Wau Holland (1951–2001), pionero del Internet, cofundador de la Chaos Computer Clubs (CCC).